# Txus García Pascual
Txus García Pascual   (Tarragona i Ciutat de Tarragona, 23 de novembre de 1974) és poeta, educador sociocultural i rapsode que realitza activisme Queer, sobre Diversitat sexual, feminista, Sistema de gènere i LGBTI mitjançant les seves performances basades en textos propis i d'altres autores. Abans de la seva transició de gènere es definia com a "senyora rara" que lluita de manera independent pels drets i llibertats d'éssers humans i animals.

## Biografia
Cinquè fill d'una família de pescadors del Serrallo i de zones rurals (de pagès) reivindica les seves arrels de classe obrera mitjançant els seus textos en prosa o poesia, amb múltiples referències als seus orígens. De la mateixa manera, defensa la poesia bastarda, els cossos i les identitats dissidents i la veritat poètica i escènica. Viu fins als 37 anys a la seva ciutat natal on exerceix d'educadora sociocultural i formadora per a múltiples entitats i institucions. Es trasllada finalment a Barcelona per treballar en el sector social i reforçar la projecció de les seves activitats en la poesia escènica queer i l'activisme. El 2021, després de la mort dels seus pares, fixa la seva residència a l'Alt Penedès, es defineix com a home transsexual no binari, i es consagra a la creativitat i l'activisme animalista i a la lluita pels drets de les persones trans*.
Format en tècniques teatrals, cabaret i l'estil clown de Jango Edwards, el seu perfil performàtic es basa en la interacció amb el públic, la tendresa i en el sentit de l'humor. Recita textos propis i aliens en múltiples espais escènics des de 1995 i ha participat en diferents projectes al costat d'altres artistes (teatre, projectes audiovisuals i mitjans de comunicació). Ha participat en nombroses revistes, mitjans de comunicació i antologies (Norma Comics, Classiques Garnier, Pol·len Edicions, Edicions de la Universitat de Sevilla, Icària, Vitruvi, Llums de Gàlib, Sial Edicions o Huerga & Fierro), i alguns dels seus versos han estat traduïts al francès, anglès, grec, català i gallec.
El seu primer llibre, Poesia per a niñas bien (Tits in my bowl) (Cangrejo Pistolero Edicions, Sevilla, 2011), ha estat reeditat en 2018 per Edicions Bellaterra amb pròleg de June Fernández i collages d'Ana Elena Pena. El seu segon poemari, Este torcido amor (la ternura de los ahogados), també a Edicions Bellaterra, està prologat per Meri Torras. Les il·lustracions són originals d'Antonio García Villarán. Publica habitualment a la seva pàgina i a les xarxes socials, col·laborant també amb altres mitjans de comunicació o plataformes activistes, com ara Píkara Magazine. Els seus poemes s'inclouen en activitats educatives relacionades amb la diversitat sexual i la fluïdesa de gènere, i alguns han estat ressenyats en comunicacions i publicacions nacionals i internacionals especialitzades en literatura, gènere i diversitat sexual.

## Publicacions
- Garcia, Txus (2021). Txus García : poèmes queer (Lucie Lavergne, trad.) (en francès). Celis Textes: Presses Universitaires Blaise Pascal. ISBN 978-2-84516-964-7.
- García, Txus. Este torcido amor (La ternura de los ahogados).  Edicions Bellaterra, 2018. 978 84 7290 871 0.
- García, Txus. Poesía para niñas bien (Tits in my bowl).  Cangrejo Pistolero Ediciones, 2011. 978-84-938889-1-6.